# 速毛川
速毛川（日语：／）或奥克安斯卡亚河（俄语：Река Океанская）是幌筵岛的河流，属萨哈林州北库里尔斯克区，长14公里，流域面积41.8平方公里，注入太平洋。